# Atanazy (Sokołow)
Atanazy, imię świeckie Andriej Grigorjewicz Sokołow (ur. 15 czerwca?/27 czerwca 1801 w Buju, zm. 20 grudnia 1867?/1 stycznia 1868) – rosyjski biskup prawosławny.

## Życiorys
Był synem prawosławnego diakona Grigorija Stiefanowa, nazwisko Sokołow otrzymał w seminarium duchownym w Kostromie. W 1825 uzyskał tytuł kandydata nauk teologicznych. W czasie studiów dodatkowo uczył się języka hebrajskiego u znanego rosyjskiego hebraisty ks. Gierasima Pawskiego. Wieczyste śluby mnisze złożył 22 sierpnia 1825, natychmiast po zakończeniu studiów. Rok później obronił dysertację magisterską. W latach 1826–1828 był inspektorem seminarium duchownego w Pskowie; od 1827 do 1828 był również przełożonym monasteru Przemienienia Panskiego w Mirożu z godnością archimandryty. W 1828 został rektorem kolegium teologicznego w Charkowie. Następnie kierował jako rektor seminariami w Czernihowie (1830–1832), Twerze (1832–1838) i Petersburgu (1838–1841).
25 czerwca 1841 przyjął chirotonię na biskupa tomskiego i jenisejskiego. Koordynował prace nad budową soboru katedralnego w Tomsku, jako pierwszy odbył podróż duszpasterską w dół Jeniseju, prowadził pracę misyjną, także w środowiskach staroobrzędowych, bez korzystania z administracyjnych środków przymusu religijnego. W 1853 został przeniesiony na katedrę irkucką. Otrzymał równocześnie godność arcybiskupa. W 1856 został ordynariuszem eparchii kazańskiej.
Działając w eparchii zamieszkanej w znacznej mierze przez muzułmańskich (lub tylko formalnie należących do Kościoła prawosławnego) Tatarów, nie przedstawił programu działań misyjnych; nie wspierał tłumaczenia Pisma Świętego na język tatarski. Sympatyzował z ideami liberalnymi; regularnie czytał zabronioną w Rosji gazetę Kołokoł wydawaną przez Aleksandra Hercena i przekazywał dalej zawarte w niej treści. Został za to w 1861 upomniany przez Świątobliwy Synod Rządzący. Bronił również przed represjami Afanasija Szczapowa, profesora Uniwersytetu Kazańskiego, uczestnika publicznej panichidy w intencji zabitych uczestników rozruchów chłopskich w Biezdnej.
Autor przekładu Czetii-Minei Dymitra z Rostowa z języka cerkiewnosłowiańskiego na język rosyjski oraz tłumaczeń prac świętych Grzegorza z Nyssy i Ireneusza z Lyonu.
Odszedł w stan spoczynku w 1866, rok po przejściu udaru mózgu. Dwa lata później zmarł i został pochowany w soborze Zwiastowania w Kazaniu.